# Acalypha retifera
Acalypha retifera é uma espécie de flor do gênero Acalypha, pertencente à família Euphorbiaceae.